# William Gage, 2. Viscount Gage

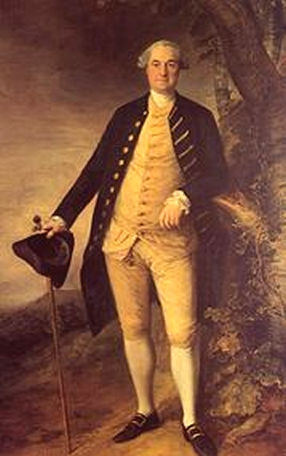
William Hall Gage, 2. Viscount Gage

William Hall Gage, 2. Viscount Gage (* 1. Januar 1718; † 11. Oktober 1791) war ein irisch-britischer Adliger und Politiker.
Er war der älteste Sohn von Thomas Gage, 1. Viscount Gage, und Benedicta Maria Theresa Hall. Sein jüngerer Bruder war Thomas Gage, der Oberkommandierende der britischen Truppen in der Anfangsphase des Amerikanischen Unabhängigkeitskrieges.
Von 1744 bis 1768 war er Mitglied des britischen House of Commons als Abgeordneter für das Rotten borough Seaford in Sussex, das weniger als einhundert Wahlberechtigte hatte. 1754 erbte er beim Tod seines Vaters dessen Titel Viscount Gage. Da dieser zur Peerage of Ireland gehörte, wurde er dadurch Mitglied des irischen aber nicht des britischen House of Lords, so dass Gage weiterhin Mitglied des britischen House of Commons bleiben konnte. Er war Kammerherr des Prince of Wales und heiratete 1757 Elisabeth Gideon, die Tochter des Bankiers Sampson Gideon.
1780 wurde ihm die Würde eines Baron Gage, of Firle in the County of Sussex, in der Peerage of Great Britain verliehen, wodurch er Mitglied des britischen House of Lords wurde. Da sie nur an männliche Abkömmlinge übergehen konnte und er keinen Sohn hatte, wurde ihm 1790 außerdem der Titel Baron Gage, of High Meadow in the County of Gloucester, verliehen, und zwar mit dem besonderen Zusatz, dass dieser auch an die männlichen Abkömmlinge seiner Brüder vererbt werden konnte.
Er starb 1791, die Titel Viscount Gage und Baron Gage of High Meadow gingen auf seinen Neffen Henry über.